# Laurie Bird
Laurie Bird (26 september 1953 – New York, 15 juni 1979) was een Amerikaanse actrice en fotografe.
Birds moeder stierf toen ze drie was. Haar vader, een elektrotechnisch ingenieur, was vroeger bij de United States Navy en werkte lange uren. Hoewel ze twee broers had, was ze voor haar opvoeding min of meer op zichzelf aangewezen.
Hollywood-columnist Dick Kleiner beschreef haar als 'een onschuldige Hayley Mills'. Bird verscheen in slechts drie films: Two-Lane Blacktop (1971), Cockfighter (1974), en een kleine rol in Annie Hall (1977). Bird maakte ook de foto’s voor de marketing van de film Cockfighter, en schoot de coverfoto voor Art Garfunkels album Watermark van 1977. Ze had een relatie met Monte Hellman, de regisseur van Blacktop en Cockfighter, en later lange tijd met Garfunkel.
In 1979 pleegde Bird zelfmoord in het appartement dat ze deelde met Garfunkel in New York. Op haar begrafenis maakte haar vader bekend dat ook haar moeder, van wie gezegd was dat ze overleed aan eierstokkanker, in werkelijkheid zelfmoord had gepleegd. Garfunkel verwees naar zijn relatie met Laurie Bird in de hoestekst van zijn album "Lefty" uit 1988.